# 河南投資集團
河南投資集團有限公司，簡稱河南投資集團（英語：Henan Investment Group Company Limited），於2007年由原河南省建设投资总公司、河南省经济开发总公司，以及河南省科技投资总公司合併而設。
現時主要股東為河南省人民政府国有资产监督管理委员会。董事長和總裁為朱連昌。
業務為在河南經營能源、金融、造纸、水泥、交通、房地产、旅游、林（农）场，和其他企业等，上市公司包括河南安彩高科股份有限公司、河南豫能控股股份有限公司，以及河南同力水泥股份有限公司。
總部位於河南省郑州市农业路41号投资大厦22层（邮编：450008）。

## 連結
- hnic.com.cn
- 河南投资集团党委书记、董事长均被双规